# Chisom Chika Chidi
Chisomnazu "Chisom" Chika Chidi, född 24 augusti 2000, är en svensk fotbollsspelare (anfallare) som spelar för Norrby IF på lån från Gais. Han är äldre bror till Anomnachi Chidi, som också spelar fotboll.

## Karriär
Chidi fostrades i Bergsjö IF och fortsatte sedan karriären i Qviding FIF. Inför säsongen 2021 gick Chidi över till Ahlafors IF i Division 2. Säsongen 2022 vann Chidi skytteligan med 20 mål på 25 matcher i Division 2 när hans Ahlafors IF vann serien.
Inför säsongen 2023 anslöt Chidi till Gais då han skrev på ett treårskontrakt över säsongen 2025. Hans första mål för Gais kom i en träningsmatch mot Degerfors IF den 9 februari 2023. Han hade dock svårt att ta en plats i Gais i Superettan 2023, och spelade bara tolv matcher varav två från start när Gais slutade tvåa i serien och gick upp i Allsvenskan. Han fick inte förtroende heller i Allsvenskan, och i juli 2024 lånades han ut till Helsingborgs IF i Superettan över återstoden av 2024, med en köpoption för Helsingborg. Han återvände till Gais när lånet löpte ut, men fick fortfarande ingen speltid i klubben och lånades i juli 2025 ut till Ettanklubben Norrby IF.